# Attaques chimiques irakiennes contre l'Iran
Les attaques chimiques de l'Irak contre l'Iran se réfèrent à des attaques chimiques utilisées par les forces armées irakiennes contre des combattants iraniens et des non-combattants. L’utilisation d’armes chimiques est interdite par le protocole de Genève entré en vigueur en 1928, et n’a jamais été respecté par l’Irak durant la guerre contre l’Iran (1980-1988). Lors des bombardements chimiques, l’armée irakienne utilise du gaz moutarde, du gaz sarin et du cyclosarin contre les troupes iraniennes ainsi que les civils kurdes des régions frontalières. Selon les documents disponibles, durant la guerre Iran-Irak, près de 100 000 Iraniens - militaires et civils - ont été tués et blessés lors des attaques chimiques irakiennes. L'armée irakienne a gazé la ville iranienne de Sardasht en 1987, le village de Zarde ou encore la ville d'Oshnaviyeh en 1988, faisant des centaines de morts et des milliers de blessés. 

## Histoire
La première utilisation d’armes chimiques par l’armée irakienne remonte au 19 octobre 1980, date à laquelle elle lance une attaque sur le front sud (la région du Khouzistan) et cause la mort de 20 militaires iraniens. La première attaque chimique de l’Irak contre la population civile iranienne remonte au 28 juin 1987 et touche la ville de Sardasht, dans la province de l'Azerbaïdjan occidental. Lors de cet assaut, une centaine d’habitants sont tués et plus de 2000 blessés.

### 7 novembre 1983
l’armée irakienne procède à des bombardements chimiques sur une petite zone opérationnelle située entre la rivière Shilar et les hauteurs de Lori à l’ouest de l’Iran ; à la suite de ces attaques, les habitants sont majoritairement touchés par de graves pathologies oculaires.

### 8 avril 1985
Durant l’opération iranienne de Badr dans la région de Hour-ol-Howeizeh, l’armée irakienne utilise des armes chimiques dans la zone des combats.

### 13 janvier 1987
La zone de l’opération Karbalâ-5 est attaquée pour le deuxième jour consécutif et ce à plusieurs reprises. Ces bombardements se prolongent le lendemain et les jours suivants, et causent la mort de nombreux combattants iraniens. Le 16 janvier, un avion d’assaut irakien est abattu par des tirs iraniens après avoir gazé la zone opérationnelle. L’ensemble des attaques chimiques de l’armée irakienne est alors finalement condamné, après un long silence, par la communauté internationale, et plus particulièrement par le Conseil de sécurité de l’ONU, le 9 mai 1987.

### 26 février 1987
Les avions irakiens gazent une zone militaire iranienne, entre Shalamcheh et Bassora.

### 28 juin 1988
Le régime irakien gaze la région kurde de Sardacht en Iran, causant la mort immédiate de près de 100 personnes.

### 8 octobre 1987
Les militaires iraniens installés dans la région de Soumâr, dans la province de Kermanshah, sont attaqués au gaz moutarde par les avions irakiens.

### 28 juin 1988
L’Irak lance une attaque chimique contre la région de Sardacht ; il s'agit de la première attaque chimique contre une ville au monde[réf. souhaitée].

### 16 mars 1988
massacre de Halabja.

### 21 mars 1988
la région kurde de Kallâl, située près de Pâveh, dans la province de Kermanshah, est bombardée aux armes chimiques.

### 10 avril 1988
la ville de Marivân, située dans la province du Kurdistan, est gazée par des avions irakiens.

### 16 avril 1988
de nombreux militaires iraniens installés à Fâv sont blessés lors d’une vaste attaque chimique de l’armée irakienne.

### 18 mai 1988
des villages limitrophes de Sardasht, dont Marzan Abâd et Beitoush, subissent des attaques chimiques de l’armée irakienne.

### 14 juin 1988
les forces iraniennes positionnées sur les îles de Madjnoun (dans la province du Khouzestân) sont gazées par les Irakiens.

### 25 juillet 1988
l’Irak lance des attaques chimiques contre Guilân-e Gharb et Sar pol-ezahâb, dans la province de Kermânshâh.

### 2 octobre 1988
l’Irak lance des attaques chimiques contre Oshnavieh, dans la province de Azerbaïdjan occidental, qui concernent près de 2400 civils kurdes.

## Rôle des États-Unis durant la guerre Iran-Irak
Dans un article publié lundi 26 août sur son site Internet, le magazine américain Foreign Policy révèle, documents et entretiens d’anciens membres des services de renseignement à l’appui, que les États-Unis disposaient de preuves claires de l’usage d’armes chimiques par Saddam Hussein au cours de la première guerre du Golfe (1980-1988), et ce dès 1983. Dans ce conflit, Washington soutenait l’Irak contre son adversaire iranien.
S'appuyant sur des documents déclassifiés de la CIA et des témoignages d'anciens hauts gradés, le magazine américain Foreign Policy soutient que Washington savait dès 1983 que Saddam Hussein n'hésitait pas à recourir à des bombardements de gaz sarin ou tabun (gaz neurotoxique encore plus puissant que le gaz sarin) face aux troupes iraniennes. Deux substances létales qui sont interdites par le Protocole de Genève, ignoré par l'Irak, mais ratifié par les États-Unis dès 1975. Dans les années 1980, Washington a fourni des renseignements à Bagdad sur des préparatifs d'offensives iraniennes sachant pertinemment que l'Irak y répondrait par des attaques chimiques, révèle le magazine Foreign Policy.

## Réactions
- Le porte-parole de la justice iranienne, Gholamhussein Mohseni Ejei, a déclaré le 20 août, lors d'une conférence de presse à Téhéran, qu'un tribunal iranien avait rendu un jugement, selon lequel les autorités américaines devaient payer près de 208 millions d'euros à 18 victimes des attaques chimiques de l'armée de Saddam Hussein, soutenue à l'époque par Washington[6].

- le ministre iranien des Affaires étrangères, Mohammad Javad Zarif, dans un discours à l'occasion du 30ème anniversaire de l'attaque chimique effectuée par l'ancien dictateur irakien Saddam Hussein contre la ville de Sardasht, dans la province de Khuzestan a critiqué les États-Unis pour leur deux poids, deux mesures, en matière d'utilisation d'armes chimiques[7].